# Angrebet på Pearl Harbor
 Denne artikel bør gennemlæses af en person med fagkendskab for at sikre den faglige korrekthed.
    Grundet tidligere formodet hærværk. Modtagere af Medal of Honor skal checkes.

Angrebet på Pearl Harbor blev indledt søndag den 7. december 1941 klokken 07:55 lokal tid (Hawaii-Aleutian Time; UTC -10t), da Japan med en styrke på 353 fly i to bølger, 2 slagskibe, 3 krydsere, 9 destroyere og 2 tankskibe under ledelse af admiral Nagumo angreb den amerikanske stillehavsflåde på Pearl Harbor, Hawaii.
Amerikanerne var uforberedte. Flyene holdt vingespids ved vingespids. Antiluftskyts-batterierne var ubemandede, og ammunitionen var låst inde. Der var heller ikke lagt torpedonet ud i havnen. Flere af amerikanernes vigtige hangarskibe var dog på patrulje i Stillehavet og undgik derfor at blive ødelagt.
Den første angrebsbølge gik efter lufthavnen og slagskibe. Næste bølge gik efter øvrige krigsskibe og skibsværftet. Kl. 09:45 afsluttedes angrebet. Da var otte slagskibe svært beskadiget og seks sænket. Desuden havde amerikanerne mistet tre lette krydsere, tre destroyere og tre mindre fartøjer samt 188 fly. 2335 soldater og 68 civile omkom, og 1178 såredes. Heriblandt 1104 mand om bord på det amerikanske slagskib Arizona, som blev ramt af en 1760 pund bombe. Japanerne mistede kun 29 fly samt fem miniubåde, der forsøgte at komme ind i den indre havn og affyre torpedoer. USA's stillehavsflåde var indtil videre sat ud af spillet. Men japanerne begik en alvorlig fejl, da de aflyste en sidste angrebsbølge, der skulle have ødelagt de amerikanske brændstoftanke. Dette kom til at spare amerikanerne for transport af meget store mængder brændstof til Hawaii.
Dagen i forvejen havde den amerikanske præsident Roosevelt rettet en fredsappel til den japanske kejser uden at modtage svar. USA's kodefolk havde opsnappet 14 japanske meddelelser, hvoraf de 13 var blevet dechifreret, så USA regnede med, at et japansk angreb var på vej et eller andet sted i Sydøstasien. Den amerikanske advarsel til hovedkvarteret i Oahu ankom først fem timer efter, at angrebet var indledt. Samme dag erklærede Hollands eksilregering i London krig mod Japan, og næste dag USA og England. Præsident Roosevelt kaldte datoen 7. december "en skændighedens dag" ("a date which will live on in infamy") i en tale kaldt Skændselstalen.
Herefter fulgte Adolf Hitler trop ved også at erklære krig mod USA, hvilket bevirkede, at USA blev medinddraget i krigen i Europa.

## Baggrund
Efter Meiji-restaurationen i 1868 gik Japan ind i en periode med betydelig økonomisk, politisk og militær ekspansion. Hensigten var at opnå ligeværdighed med de vestlige magter som havde indflydelse eller kolonier i Sydøstasien og Stillehavs-området. For at finansiere denne ekspansion lavede det ressourcefattige Japan en række fremstød, som bragte det i konflikt med nabostaterne. Dette inkluderede den første kinesisk-japanske krig, hvor Japan i 1894 okkuperede Taiwan, og den russisk-japanske krig i 1904–05 hvor Japan vandt territorium i dele af Kina og på den koreanske halvø. I 1910 okkuperede Japan hele Korea, og i 1931 etablerede landet en marionetregering i det kinesiske Manchuriet. Efter en japansk oprustning angreb landet i 1937 Kina i den anden kinesisk-japanske krig.
Folkeforbundet, USA, Storbritannien, Australien og Holland, som havde territoriale interesser i området, fordømte Japans invasion og svarede igen med diplomatisk pres. Japan veg ikke for presset og fortsatte sin militære ekspansion i Kina; i 1940 sluttede Japan sig til alliancen mellem Tyskland og Italien, og de tre lande dannede aksemagterne. USA svarede igen med udvidede økonomiske sanktioner, blandt andet delvist stop for eksport af metalskrot og olie, opsagde tidligere handelsaftaler mellem landene og lukkede Panamakanalen for japanske skibe. Japan lod sig ikke stoppe, og efter Tysklands sejr over Frankrig i sommeren 1940, kunne japanske styrker i september – med Vichy-regeringens samtykke – marchere ind i Fransk Indokina. Disse japanske aggressioner gjorde, at USA i juli 1941 indefrøs japanske midler og iværksatte en handelsembargo, hvilket bl.a. lukkede for eksporten af olie.
Japan var sårbar overfor en total amerikansk olieembargo, da al olie landet brugte, måtte importeres, og 80 % af den kom fra USA. I oktober 1941 faldt den moderate regering under prins Konoye og blev afløst af en regering under den meget strengere general Hideki Tojo. Japanerne indledte en serie af diplomatiske forhandlinger med USA i slutningen af november 1941, som kulminerede med en note fra den amerikanske udenrigsminister Hull den 26. november 1941, som den japanske statsminister Hideki Tojo beskrev som et ultimatum. Japan havde nu tilsyneladende kun to valgmuligheder, enten at godkende USA's krav og afslutte sin aggressive militære ekspansion i Kina, eller at gå i krig mod USA og dets allierede. Besat af tanken om at miste sin internationale prestige og bekymret over mulighederne for yderligere vestligt pres, valgte Japan krig.

## Japanske forberedelser
Japanerne havde studeret admiral Andrew Cunninghams angreb på den italienske flådebase ved Taranto, hvor 20 gamle torpedofly påførte den italienske marine alvorlig skade. Chefen for den kejserlige japanske flåde, admiral Isoroku Yamamoto, sendte en gruppe japanske søofficerer til Italien. De konkluderede, at en større version af briternes angreb kunne tvinge den amerikanske flåde tilbage til Californien. En sådan amerikansk retræte ville give japanerne kontrol over olieresurserne i Hollandsk Østindien med en forsvarsring buffer rundt om området. Den japanske gruppe fik også hemmeligheden om de britiske torpedoer, som fungerede selv på lavt vand, med sig hjem.
Hensigten med angrebet mod Pearl Harbor var at neutralisere USA's stillehavsflåde, mens koordinerede japanske angreb mod flere lande blev udført. Admiral Yamamotos vurdering var imidlertid, at selv et vellykket angreb kun ville give Japan et pusterum. Indledende planlægning af angrebet startede i januar 1941, og træningsprogrammer til angrebet begyndte sommeren 1941. Angrebet var afhængig af torpedoer, men de eksisterende japanske torpedoer krævede dybt vand ved brug fra fly. I løbet af sommeren 1941 blev der testet en modificeret torpedo, som fungerede på lavt vand. Japanske våbenteknikere producerede også specielle pansergennemtrængende bomber ved at montere finner på 14 og 15 tommers pansergranater. Disse modificerede granater formodedes at trænge gennem de pansrede dæk på slagskibe og krydsere, når de blev kastet fra 3.000 meters højde.
Den 26. november 1941 sejlede en flådestyrke med seks japanske hangarskibe under kommando af viceadmiral Chuichi Nagumo fra Hitokappubugten i Kurilerne med kurs mod Hawaii, eskorteret af to slagskibe, to tunge krydsere, en let krydser, ni destroyere, tre undervandsbåde og otte tankskibe. Totalt havde styrken 423 fly, blandt dem var: «Mitsubishi Type 00» (Zero) jagerfly, «Nakajima Type 97» (Kate) torpedofly og «Aichi Type 99» (Val) styrtbombefly. Desuden var der, til hovedstyrken, en fortrop på 20 undervandsbåde og 5 to-mands miniubåde; de skulle indsamle efterretninger og sænke amerikanske krigsskibe, som forsøgte at undslippe Pearl Harbor under angrebet.

## USA's beredskab
USA's civile og militære efterretningstjenester havde gennem sommeren og efteråret 1941 modtaget en del information, som antydede yderligere japansk aggression. Intet af det pegede dog mod et angreb på Pearl Harbor. Reportager i pressen, inklusiv aviser på Hawaii, havde omfattende artikler om spændingerne og udviklingen i Stillehavsområdet. I november blev alle amerikanske kommandoer i området, inklusiv US Navy og US Army på Hawaii, advaret om at krig med Japan blev anset som nært forestående.
På selve dagen angrebet fandt sted, sendte general Marshall et telegram om et snarligt krigsudbrud. På Hawaii var der flere indikationer om et forestående angreb, men ingen af dem førte til forhøjet beredskab. Det japanske angreb fandt sted mod et Pearl Harbor som var uforberedt; antiluftskytset var ikke bemandet, ammunitionen var låst inde, antiubådstiltag var ikke sat i værk, ingen jagerfly fløj patruljer, og ingen spejderfly var på vingene. Desuden blev radardata ikke taget alvorligt på grund af deres unøjagtighed, og derfor reagerede man ikke, da man opfangede de japanske fly.
Amerikansk signalefterretning opfangede japansk diplomatisk trafik og havde brudt mange af de japanske koder. Distributionen af denne information var imidlertid uorganiseret. Når det var bedst, var informationen stykvis med modstridende fakta. På trods af den øgede mængde information, som tydede på en ny fase i Japans aggression, blev meget lidt af denne information sendt specielt til Pearl Harbor.
Amerikanske militære chefer blev advaret om, at tests havde vist, at torpedoer kunne slippes fra luften mod havne med lavt vand, men ingen af de højere officerer på Pearl Harbor forstod betydningen af dette, og samtidig troede man, at Pearl Harbor, med sit relativt lave havnebassin, havde et naturlig forsvar mod torpedoangreb, hvorfor der ikke blev udlagt torpedonet.

## Afbrydelse af forhandlinger
En del af den japanske plan var at afbryde forhandlingerne med USA 30 minutter før angrebet. Japanske diplomater i Washington havde ført omfattende samtaler med USA's udenrigsministerium i forbindelse med Japans indmarch i Fransk Indokina.
I dagene før angrebet blev der sendt en meddelelse i 14 dele til den japanske ambassade fra Udenrigsministeriet i Tokyo, som indeholdt instrukser om at aflevere den til udenrigsminister Cordell Hull kl. 13 Washington-tid. Den sidste del blev modtaget kort før angrebet, men på grund af dekryptering og kopieringsforsinkelser, og fordi Tokyo ikke havde understreget vigtigheden af en præcis overholdelse af tidspunktet, lykkedes det ikke de ansatte på ambassaden at aflevere meddelelsen til tiden. Den sidste del, der afbrød forhandlingerne, blev afleveret til Hull flere timer efter angrebet:
Obviously it is the intention of the American Government to conspire with Great Britain and other countries to obstruct Japan's efforts toward the establishment of peace through the creation of a new order in East Asia ... Thus, the earnest hope of the Japanese government to adjust Japanese-American relations and to preserve and promote the peace of the Pacific through cooperation with the American Government has finally been lost
Amerikanerne havde dekrypteret den sidste del af den afsluttende meddelelse, lang tid før det lykkedes for den japanske ambassade, og før en ordentlig oversættelse af det dekrypterede var færdig. Det var dekrypteringen af den sidste del med dens instrukser om en præcis overleveringstid, der fik general George Marshall til at sende den berømte advarselsmeddelelse til Hawaii den morgen. Den blev dog først afleveret af et ungt japansk-amerikansk cykelbud til general Walter Short ved Pearl Harbor flere timer efter angrebet havde fundet sted. Forsinkelsen skyldtes vanskeligheder med at finde general Marshall efter dekrypteringen og oversættelsen af den 14. del (han var ude på en morgenridetur), problemer med hærens langdistance-kommunikationssystem, en beslutning om ikke at bruge flådens faciliteter til at sende den og diverse problemer under dens overlevering gennem de kommercielle telegrafforbindelser. Af en eller anden grund blev dens "haster" markering fjernet under transmissionen, og den blev derved forsinket med endnu flere timer.
Japanske dokumenter, brugt efter krigen som beviser under en kongreshøring omkring angrebet, beviser, at den japanske regering ikke havde skrevet en krigserklæring, før de havde fået bekræftet, at angrebet var en succes. Den 2-linjer lange krigserklæring blev endelig overrakt til USA's ambassadør Joseph Grew i Tokyo omkring 10 timer efter angrebet. Han fik lov til at sende det tilbage til USA, hvor det blev modtaget sent mandag eftermiddag.

## Angrebet

### Japansk taktik for angrebet
Udover at hele operationen skulle foregå i dybeste hemmelighed overfor fjenden, planlagde Isoroku Yamamoto og de andre admiraler og ledere, hvordan man kunne implementere tre angrebsbølger, men viceadmiral Chuichi Nagumo besluttede kun at udføre to af disse. Som støtte til angrebet havde man også sendt ubåde og miniubåde ud som skulle angribe amerikanske skibe, der forsøgte at forlade havnen. Angrebsstyrkens position forblev ukendt for USA, indtil angriberne havde forladt denne for at vende tilbage; de blev ikke fundet, og adskillige eftersøgninger blev foretaget syd for Oahu. Alt i alt deltog 350 fly i luftangrebet, mens de resterende 91 blev brugt til beskyttelse af hangarskibene og de andre skibe under angrebet. Flåden skulle sejle nord om Hawaii og stoppe 200 mil fra den amerikanske base for at indlede luftangrebet. Hvis angrebsstyrken skulle blive angrebet af amerikanske styrker på vej tilbage fra angrebet, skulle man gå til modangreb og ændre kurs mod syd til Marshalløerne.

#### Rekognoscering før angrebet
Til brug for rekognoscering inden angrebet brugte man to søfly fra 8th Cruiser Division til i al hemmelighed at overflyve fjendens position for at lokalisere hangarskibene og undersøge mulighederne for et eventuelt modangreb.[kilde mangler]

#### Første angrebsbølge
Den første angrebsbølge bestod af 89 Nakajima B5N2-torpedofly (40 med torpedoer og 49 med panserbrydende bomber), 51 Aichi D3A1-styrtbombefly og 43 eskorterende Mitsubishi A6M2-jagerfly (i alt 183 fly) og startede nord for Oahu, ledet af kommandør Mitsuo Fuchida. Denne enhed inkluderede 1. Gruppe (1.-4. angrebsenheder og 1.-4. torpedoangrebsenheder), 2. Gruppe (15. og 16. angrebsenheder), 3. Gruppe (1.-6. jagerkampenheder). Den første angrebsbølge var inddelt i seks formationer, hvoraf en var målrettet mod flyvepladsen Wheeler Field. Hvert af luftangrebene blev indledt af bombeflyene og afsluttet af jagerflyene, der skulle angribe eventuelle forfølgere på tilbagevejen.

#### Anden angrebsbølge
Den anden angrebsbølge bestod af 54 Nakajima B5N2 med højeksplosive bomber, 78 Aichi D3A1-styrtbombefly og 35 eskorterende Mitsubishi A6M2 (i alt 167 fly), lettede fra næsten samme position og blev ledet af orlogskaptajn Shigekazu Shimazaki. Denne enhed bestod af 1. Gruppe (5. og 6. angrebsenheder), 2. Gruppe (11.-14. angrebsenheder), 3. Gruppe (1.-4. jagerkampenheder). Den anden angrebsbølge var inddelt i fire formationer hvoraf en formation blev sendt til Kāneʻohe Marine Corps Base et stykke fra selve Pearl Harbor, mens resten blev sendt mod selve flådebasen. De forskellige formationer af angrebsflyene nåede frem til målet næsten samtidigt fra flere forskellige retninger. 2. angrebsenhed angreb målet fra den venstre flanke.

#### Efter angrebet
Til udførelse af en inspektion af ødelæggelserne efter angrebet udsendte man ekstra Mitsubishi A6M2-jagerfly til at flyve hurtigt og lavt ind over området for at undersøge skaderne.

### Slaget
Endnu før Nagumo begyndte at sende flyene af sted kl. 04:30 hawaiiansk tid, opdagede minestrygeren USS Condor en miniubåd ud for havneindløbet og alarmerede destroyeren Ward. Ward udførte en resultatløs eftersøgning. Det lykkedes dog Ward at sænke en miniubåd kl. 06:37. Fem Ko-hyoteki-klasse miniubåde var blevet beordret til at torpedere amerikanske skibe efter luftangrebets start. Ingen af disse returnerede i behold, og kun fire ud af de fem er blevet fundet. Ud af de ti besætningsmedlemmer om bord på de fem ubåde døde ni, og den eneste overlevende, fændrik Kazuo Sakamaki, blev taget til fange og blev dermed den første krigsfange taget af de amerikanske styrker i 2. verdenskrig. Sakamakis overlevelse blev taget som en forræderisk handling af japanerne, der omtalte hans døde kammerater som "De ni unge guder." USA's flådeinstitut foretog i 1999 fotografiske analyser, der indikerer, at en af ubådene kom ind i havnen og med succes affyrede og ramte West Virginia med en torpedo, og at dette formentlig har været den første beskydning fra de angribende japanere. Ubådens sidste bevægelser er ikke kendt. Den første bølge blev koordineret af kommandør Mitsuo Fuchida fra den kejserlige japanske flådes flystyrker. Han fløj og ledede den første angrebsformation og dækkede den højre flanke. Den efterfølgende anden bølge blev ledet af orlogskaptajn Shigekazu Shimazaki, der dækkede den venstre flanke.
På morgenen for angrebet opfangede hærens Opana Point station (en SCR-270 radar, som endnu ikke var i aktiv tjeneste efter en lang træningsmanøvre, og som var beliggende nær det nordligste punkt på Oahu), japanernes fly, men advarslen blev overhørt af en ny utrænet officer (løjtnant Kermit A. Tyler) ved det nye og kun delvist igangsatte efterretningscenter.  Selvom operatørerne ved Opana Point rapporterede om en flyformation større end de nogensinde havde set før, gik den vagthavende officer ud fra, at der var tale om den planlagte ankomst af seks B-17 bombefly på grund af flyenes ankomstretning, og fordi operatørerne kun havde set de første dele af angrebsstyrken.
Flere amerikanske fly blev skudt ned, efterhånden som angrebsstyrken nærmede sig land; i hvert fald et af dem sendte en usammenhængende advarsel. Andre advarsler var stadig under behandling eller afventede bekræftelse, da angrebet begyndte. Det er ikke klart, om advarslerne havde haft nogen betydning, selv hvis de var blevet tolket rigtigt og hurtigere. Japanerne opnåede nogenlunde samme resultat i Filippinerne, som ved Pearl Harbor, selvom MacArthur her havde haft ni timers advarsel om, at japanerne havde angrebet Pearl Harbor.
Luftdelen af angrebet på Pearl Harbor begyndte kl. 7:53 7. december lokal tid; dette var kl. 03:23 8. december japansk tid. De japanske fly angreb i to bølger; i alt 353 fly nåede Oʻahu. De sårbare torpedofly ledede den første bølge på 183 fly, for at udnytte overraskelsesmomentet til at angribe de mest vigtige skibe (slagskibene), mens styrtbombefly angreb flybaserne rundt omkring på Oʻahu, startende med Hickam Field, den største, og Wheeler Field, hovedbasen for jagerfly. De 170 fly i den anden bølge angreb Bellows Field og Ford Island, en marinekorps- og flådeflybase i midten af Pearl Harbor. Den eneste nævneværdige modstand i luften kom fra en håndfuld P-36 Hawks og Curtiss P-40 Warhawk, der fløj 25 missioner, og fra skibenes antiluftskyts.
Mændene om bord på de amerikanske skibe blev vækket af eksploderende bomber og forskellige råb til "klart skib". (Den berømte meddelelse, "Air raid Pearl Harbor. This is not a drill." (Dansk: Luftangreb på Pearl Harbor, Dette er ikke en øvelse) blev udsendt af kommandørkaptajn Logan Ramsey). Kontreadmiral Isaac C. Kidd og kommandør Franklin Van Valkenburgh, øverstbefalende på Arizona, ilede begge til broen for at lede forsvaret, indtil de begge blev dræbt af en eksplosion i det forreste ammunitionsdepot, forårsaget af en panserbrydende bombe, der ramte lige ved det forreste tårn nummer 2. De fik begge tildelt Medal of Honor posthumt. Kadet Joe Taussig fik sit skib, Nevada, i gang fra en kold start under angrebet. En af destroyerne, USS Aylwin, afsejlede med kun fire officerer om bord og ellers kun menige, ingen med mere end et års søtræning. Skibet var i tjeneste i fire dage, før dets øverstbefalende kom om bord. Kommandør Mervyn Bennion, øverstbefalende på West Virginia, ledede sit mandskab, indtil han blev ramt af fragmenter fra et bombenedslag i Tennessee, der lå fortøjet langs med West Virginia. Den første flynedskydning blev tilskrevet ubåden Tautog. Den formentlig mest berømte forsvarer er Doris "Dorie" Miller, en sort kok om bord på West Virginia, der, uden den fornødne træning, tog kontrol over en forladt antiluftskytskanon og beskød og havde held til at nedskyde mindst et fjendtligt fly, selv mens bomber ramte skibet. Han fik senere tildelt Navy Cross. I alt fik 14 matroser og officerer tildelt Medal of Honor. En speciel militær medalje, Pearl Harbor Commemorative Medal, blev senere givet til alle militære veteraner fra slaget.
90 minutter efter det begyndte, var angrebet ovre. 2.403 amerikanere døde (68 var civile, mange blev dræbt af det amerikanske antiluftskyts' granatsplinter og granater, der landede i civile områder, inklusive Honolulu), mens yderligere 1.178 blev sårede. 18 skibe blev sænket, heriblandt fem slagskibe.
Næsten halvdelen af de amerikanske døde – 1.102 mænd – omkom ved eksplosionen og sænkningen af Arizona. Skibet blev ødelagt, da en modificeret 40 cm granat, kastet af orlogskaptajn Tadashi Kusumi, smadrede gennem to pansrede dæk og detonerede i det forreste ammunitionsmagasin. Skroget af Arizona er i dag blevet et mindesmærke over de omkomne fra denne dag, hvoraf de fleste stadig befinder sig inde i skibet. Det lækker forsat små mængder olie, 65 år efter angrebet.
Nevada forsøgte at undslippe fra havnen, men blev sat på grund for at forhindre en blokering af havneindløbet.
Nevada, der allerede havde svære skader efter en torpedo, blev et mål for mange japanske bombefly, da det satte i bevægelse, og tog flere fuldtræffere fra 250 pund (113 kg) bomber, da det strandede.
California blev ramt af to bomber og to torpedoer. Besætningen kunne måske have holdt skibet flydende, men blev beordret til at forlade det netop som de var ved at tilslutte strøm til pumperne. Brændende olie fra Arizona og West Virginia drev ned mod skibet og fik formodentlig situationen til at se værre ud, end den var. Det udfasede målskib Utah blev gennemhullet to gange af torpedoer. West Virginia blev ramt af syv torpedoer, og den syvende smadrede skibets ror. Oklahoma blev ramt af fire torpedoer, de sidste to over skibets pansring, hvilket forårsagede, at skibet kæntrede. Maryland blev ramt af to af de konverterede 40 cm granater, men ingen af dem forårsagede alvorlig skade.
Selvom japanerne koncentrerede sig om slagskibene (de største skibe, der lå i havnen), ignorerede de ikke andre mål. Den lette krydser Helena blev torpederet, og trykbølgen fra eksplosionen kæntrede minelæggeren Oglala, som lå ved siden af. To destroyere i tørdok blev ødelagt, da bomber ramte deres brændstoftanke. Den lækkende olie brød i brand, og da tørdokken fyldtes med vand, steg olien og ilden med vandet, og skibene udbrændte. Den lette krydser Raleigh blev ramt af en torpedo og blev gennemhullet. Den lette krydser Honolulu blev beskadiget, men forblev i tjeneste. Destroyeren Cassin kæntrede, og destroyeren Downes blev svært beskadiget. Værkstedsskibet Vestal, fortøjet langs Arizona, blev svært beskadiget og stødte på grund. Vandflystenderen Curtiss blev også beskadiget.
Næsten samtlige af de 188 amerikanske fly på Hawaii blev ødelagt eller beskadiget, 155 af dem blev ramt på jorden, hvor de fleste var parkeret vingespids ved vingespids på centrale pladser, for at gøre dem mindre udsat for sabotage. Angreb på kaserner forårsagede yderligere tab af piloter og andet personel. Egenbeskydning var skyld i nedskydninger af adskillige amerikanske fly (inklusiv et ankommende fra Enterprise).
55 japanske piloter og ni ubådsfolk blev dræbt i slaget. Af de 414 fly, Japan havde til rådighed (350 deltog i angrebet), blev 29 skudt ned under slaget (ni i den første angrebsbølge, 20 i den anden), yderligere 74 blev beskadiget af antiluftskyts og maskingeværild fra jorden. Flere end 20 af de fly, der landede på deres hangarskibe, kunne ikke tages i brug igen.

### Den tredje bølge
Visse ledende officerer og flyveleder tilskyndede Nagumo til at sætte en tredje angrebsbølge ind for at destruere oliedepoterne, værkstedsfaciliteterne og tørdokkerne ved Pearl Harbor. USA havde overvejet oliedepoternes ringe beskyttelse før krigen og var i al hemmelighed begyndt at konstruere det bombesikre Red Hill brændstofdepot før Japans angreb. Var disse faciliteter blevet destrueret, ville det havde bragt US Navy i store vanskeligheder, da de nærmeste brugbare flådefaciliteter ville havde været mange tusind mil øst for Hawaii på den amerikanske vestkyst. Visse militærhistorikere har antydet, at en destruktion af oliedepoterne og reparationsfaciliteterne ville have lammet den amerikanske stillehavsflåde værre end tabet af mange slagskibe. Nagumo valgte ikke at gennemføre en tredje angrebsbølge til fordel for en tilbagetrækning af flere grunde:
- Anti-luftskytsets træfsikkerhed under den anden bølge var forbedret meget i forhold til under den første bølge, og to-tredjedele af Japans tab skete under anden bølge, fordi amerikanerne var alarmeret. En tredje bølge kunne have været forudset og kunne derfor forvolde endnu større tab.

- De to første bølger havde brugt stort set alle de klargjorte fly, så en tredje bølge ville tage tid at forberede, hvilket måske havde givet amerikanerne tid til at finde og angribe Nagumos flåde. Nagumo havde og fik aldrig fundet beliggenheden af de amerikanske hangarskibe.

- De japanske piloter havde ikke trænet i et angreb mod Pearl Harbors landfaciliteter. og organiseringen af et sådant angreb ville havde taget endnu længere tid; til trods for dette anbefalede flere af angrebslederne alligevel en tredje bølge.

- Skibenes brændstofsituation tillod dem ikke at blive liggende nord for Pearl Harbor særlig meget længere. De japanske styrker opererede på grænsen af deres logistiske evner. Var man blevet i området meget længere, havde faren for at løbe tør for brændstof været stor.

- Timing af en tredje bølge ville sikkert have betydet af flere af flyene først ville vende tilbage til deres hangarskib efter mørkets frembrud. Natoperationer fra hangarskibe var stadig i sin vorden i 1941, og hverken Japan eller andre havde udviklet sikre og pålidelige teknikker og doktriner.

- Anden bølge havde i al væsentlighed fuldført hele missionen: Neutralisering af den amerikanske stillehavsflåde.

- Der var den simple fare ved at blive et sted i længere tid af gangen. Japan havde været heldige i at nå frem fra Japan til Hawaii uopdaget. Jo længere tid de blev tæt på Hawaii, jo større var faren for angreb fra amerikanske ubåde og de uopdagede amerikanske hangarskibe.

- Der var brug for hangarskibene til støtte for det japanske angreb mod "De sydlige resurseområder" (f.eks. Filippinerne, Hollandsk Ostindien, Malaya og Burma), der var et forsøg på at få kontrol med olie og andre vigtige ressourcer. Japanske ledere (specielt hæren) havde været tilbageholdende med overhovedet at tillade angrebet, da det fratog luftstøtte fra det sydlige angreb, og Nagumo havde strenge ordrer om ikke at risikere sin flåde mere end højst nødvendigt. Krigsspillene der udførtes under planlægningen havde kalkuleret med at angrebet kunne koste mellem 2-4 hangarskibe, men angrebet skete uden tab af disse.

## Monumental status
Pearl Harbor anses generelt som en ekstraordinær begivenhed i amerikansk historie, da den markerer den første gang, siden krigen i 1812, at USA blev angrebet på egen jord af et andet land. Begivenheden har fået monumental status, og dens berømmelse blev levendegjort 60 år senere da Terrorangrebet den 11. september 2001 skete: Angrebene på World Trade Center og Pentagon blev straks sammenlignet med Pearl Harbor.

## Kulturel påvirkning
Angrebet på Pearl Harbor, japanernes alliance med Nazi-tyskland og den lange seje kamp i Stillehavet, koblet med racisme og xenofobi bidrog betydeligt til en anti-japansk stemning. Japanere, japansk-amerikansk og asiater der havde en ydre lighed med japanere blev mistænkeliggjort og betragtet med dyb mistro og modvilje. Angrebet blev set som værende udført på en meget lusket måde og blev set som et forræderisk og fordækt angreb igen båret frem af den omfattende anti-japanske propaganda, der senere blev brugt til bl.a. at sælge krigsobligationer. Frygten for 5. kolonnevirksomhed fra japansk-amerikanere ledte til en omfattende fængsling af den etnisk japanske befolkning fra 19. februar 1942, og dette resulterede i den senere internering af indfødte japanere i både USA og Canada.
Angrebet på Pearl Harbor blev filmatiseret i den fælles amerikansk-japanske film Tora! Tora! Tora! (1970), den amerikanske film Pearl Harbor (2001) og i flere japanske produktioner.

## Modtagere af Medal of Honor
- Mervyn S. Bennion *
- John William Finn
- Francis C. Flaherty *
- Samuel G. Fuqua
- Edwin J. Hill *
- William H.v.H Koch *
- Herbert C. Jones *
- Isaac C. Kidd *
- Jackson C. Pharris
- Thomas J. Reeves *
- Donald K. Ross
- Jameer Nelson *
- Franklin van Valkenburgh *
- Cassin Young

* Tildelt posthumt.

## Fodnoter
1. ↑  "Ships present at Pearl Harbor 0800 December 7, 1941 US Navy Historical Center" (engelsk). History.navy.mil. Arkiveret fra originalen 10. juli 2011. Hentet 17. juli 2011.
2. ↑  Jensen s. 196
3. ↑  Parillo 2006, s. 288
4. ↑  Angrebsstyrkens sammensætning er taget fra (engelsk) Soderstrum, T. Jason; Tucker, Spencer C., Pearl Harbor (7 December 1941), arkiveret fra originalen 13. oktober 2007, hentet 27. februar 2010
5. ↑  Holmgaard, Anders (2016-12-05). "Pearl Harbor: Berømtheder vækker angrebet til live – Den britiske forfatter Nicholas Best genopliver det japanske overraskelsesangreb gennem kendte øjenvidner". Kristeligt Dagblad. Hentet 2022-02-26.
6. ↑  Japanese Monograph No. 97 (engelsk)
7. ↑  John Rodgaard et al., "Pearl Harbor—Attack from Below Arkiveret 30. september 2006 hos  Wayback Machine," Naval History, December 1999 (hentet 10. juni 2005). (engelsk)
8. ↑  USAF Historical Study No.85 tilskriver 10 nedskudte fly til 6 piloter: premierløjtnant Lewis M. Sanders (P-36) og sekondløjtnanterne Philip M Rasmussen (P-36), Gordon H. Sterling Jr. (P-36, dræbt), Harry W. Brown (P-36), Kenneth M. Taylor (P-40, 2), og George S. Welch (P-40, 4). Tre af P-36 nedskydningerne blev ikke bekræftet af japanerne (engelsk)
9. ↑  Stetson Conn et al, "Chapter 7 – The Attack on Pearl Harbor" Guarding the United States and Its Outposts, Center of Military History United States Army, Washington, D.C., 2000
10. ↑  USAAF piloter fra 46th og 47th jagereskadriller, 15th Pursuit Group, nedskød 10 af flyene
11. ↑  Medal of Honor Citations Arkiveret 1. november 2008 hos  Wayback Machine, U.S. Army Center of Military History. (engelsk)